# Charles Lynagh
Charles Lynagh DD foi um clérigo irlandês que serviu como bispo de Achonry de 1803 até à sua morte em 27 de abril de 1808.
Ele morreu em Westport, condado de Mayo e está enterrado em Aughagower, no mesmo condado.